# Шульман, Дерек
Дерек Виктор Шульман (англ. Derek Victor Shulman; род. 11 февраля 1947, Глазго) — британский музыкант, вокалист, мультиинструменталист, продюсер звукозаписи. С 1970 по 1980 год был лидер-вокалистом группы Gentle Giant.
Родился в Глазго в еврейской семье, переселившейся в Портсмут когда ему был один год. Свою музыкальную карьеру начал в составе британской поп-группы Simon Dupree and the Big Sound вместе с Питом О’Флахерти, Эриком Хайном, Тони Рэнсли и своими братьями Филом и Реем. Записываясь в конце 1960-х группа переживала творческий кризис и недостаток коммерческой успешности, что привело к распаду группы в 1970 году.
Три брата перешли к стилистике прогрессивного рока и образовали группу Gentle Giant, пригласив в неё гитариста Гэри Грина, клавишника Кери Минниара и барабанщика Мартина Смита.
Дерек Шульман стал вице-президентом лейбла PolyGram Records, где он сотрудничал с Bon Jovi, Cinderella, Kingdom Come, Tears for Fears, Men Without Hats, и Dexy's Midnight Runners. Позднее он занял пост президента ATCO Records, дочернего лейбла Warner Communications. Здесь он сотрудничал с AC/DC, Bad Company, Pantera, The Rembrandts и другими. Затем был пост президента и исполнительного директора нью-йоркского лейбла Roadrunner Records и подписал контракты с Slipknot, Type O Negative, Coal Chamber, Fear Factory, и Machinehead.
Сейчас Дерек Шульман — президент своего собственного лейбла DRT Entertainment.